# DNB Arena
DNB Arena  är en ishall i  Stavanger i Norge. Den invigdes 1 oktober 2012 och tar 4 250 åskådare. Här spelar ishockeylaget  Stavanger Oilers sina hemmamatcher.